# Mehdi Ressaissi
Mehdi Ressaissi (arabe : مهدي رصايصي), né le 5 mars 1990 à Tunis, est un footballeur tunisien évoluant au poste de défenseur.

## Palmarès
- Coupe nord-africaine des clubs champions :
  - Vainqueur : 2010